# Pellegra Bongiovanni
Pellegra Bongiovanni (Palermo, inizi XVIII secolo – 1770) è stata una poetessa italiana.

## Biografia
Nata a Palermo in data imprecisata agli inizi del XVIII secolo, era figlia del pittore Vincenzo, il quale la fece entrare in contatto con gli ambienti artistici e musicali di Roma. Sposò l'avvocato Iacopo Rossetti ed ebbe una figlia di nome Marianna.
La sua opera più conosciuta è Risposte a nome di Madonna Laura alle Rime di messer Francesco Petrarca (1762), nella quale la Bongiovanni mette in mostra tutta la sua conoscenza del modello metrico petrarchesco immaginando risposte in rima da parte di Laura al poeta; l'opera le valse il plauso dell'Accademia degli Arcadi, che la volle membro dell'accademia con il nome di Ersilia Gortinia. Un'edizione moderna e commentata delle ''Risposte'' è stata pubblicata nel 2014 a cura di Tatiana Crivelli e Roberto Fedi (Ed. Antenore).
Tra le sue altre opere si ricordano i drammi perduti Aristodemo e Aminta, e La madre della patria santa Rosalia (1764), oratorio a quattro voci musicato da Michele Maurici, che costituisce una sorta di operetta morale su modello del Metastasio.